# エジル
エジル（モンゴル語: Eǰil、生没年不詳）は、チンギス・カンの弟のカチウンの末裔で、モンゴル帝国の皇族。『元史』などの漢文史料では済南王也只里(yězhǐlǐ)、ペルシア語史料ではیجل نویان (Ījal-Nūyān) と記される。

## 概要
エジルはチンギス・カンの弟のカチウンの孫のチャクラの息子として生まれた。エジルの生年は不明であるが、モンケ・カアンが即位し、南宋征服を開始した頃には父のチャクラに従って遠征軍に参加していた。クビライ率いる遠征軍はまず南宋ではなく雲南（大理国）を攻め、これを攻略した。雲南攻略後、クビライら本軍は一旦引き上げたものの、ウリヤンカダイ率いる一軍が残留し、これにチャクラ、エジル父子も加わっていた。クビライを一時更迭したモンケ・カアンが自ら軍を率いて親征することが決定されると、ウリヤンカダイ軍はベトナムを経て南から南宋を攻めることとなり、この際にチャクラ、エジル父子は東方諸王の兵を率いて進軍した。
至元24年（1287年）、東方三王家はナヤンを中心として叛乱を起こし、カチウン家当主シンナカルもまたこれに荷担した。しかしエジルは本家の動向に逆らって叛乱軍には加わらず、このために翌年叛乱側の王の一人のコルコスンに攻められることとなった。急ぎ助けを求めたところ、クビライの孫のテムル率いる叛乱鎮圧軍が到着し、ウルクイ川で叛乱軍を破った。この時、テムル軍に加わっていたキプチャク軍団長のトトガクに自らの妹のタルン（塔倫）を娶らせている。
ナヤン率いる本隊を撃ち破り、ナヤンを捕らえて処刑したクビライは、叛乱の早期解決を狙って東方三王家を完全に解体することはせず、各王家の当主をすげ替えた上で存続させることとした。これによってカサル家ではシクドゥルに代わってバブシャが、オッチギン家ではナヤンに代わってトクトアがそれぞれ新たな当主となり、カチウン家ではエジルが済南王に封ぜられた上で新たに当主となった。また、至元27年（1290年）には再び王傅を設置することが許されている。
クビライが死去してオルジェイトゥ・カアン（成宗テムル）が新たに即位すると、クビライ死後の混乱を好機と見たカイドゥが盛んにモンゴリアから侵攻し、エジルほか東方諸王もまたカイドゥとの戦いに参戦することとなった。元貞元年（1295年）にエジルは兵5000でウルスを守るのに馬が足りず、馬の補給を求めたが許されなかった。1296年、エジルはカサル家のバブシャらとケルレン河にある晋王（ジノン）カマラの夏営地に派遣され、本格的にカイドゥとの戦いに参加してゆくこととなった。
以後10年近くにわたって行われた大元ウルスとカイドゥ・ウルスとの戦争に、エジルもまた大元側の総司令官カイシャン（後のクルク・カアン／武宗）に従って戦ったものと見られる。大徳5年（1301年）には大元ウルスとの戦闘で負った傷が元でカイドゥが亡くなり、翌年にはカラコルム駐屯軍は造酒を禁じるが、アナンダ・トクトア・バブシャ・エジルら諸王のみは許すとの命令も出された。
オルジェイトゥ・カアンの死後、その寡婦のブルガン・ハトゥンは甥のカイシャンらが即位するのを嫌い、アリクブケ家のメリク・テムルやエジルと協力して安西王アナンダを擁立しようとした。しかしブルガン・ハトゥンの専権に不満を持つ臣下が密かに知らせを出し、カイシャンの弟のアユルバルワダ（後のブヤント・カアン／仁宗）がトレ・オグルらとともにクーデターを起こし、ブルガン派の主要人物を捕らえた。この時、エジルもまたアナンダ、メリク・テムルらとともに処刑された。

## 歴代カチウン家当主
1. カチウン大王（Qači'un,合赤温大王／Qāchīūnقاچیون）
2. 済南王アルチダイ（Alčidai,済南王按只吉歹／Īlchīdāīایلچیدای）
3. チャクラ大王（Čaqula,察忽剌大王／Chāqūlaچاقوله）
4. クラクル王（Qulaqur,忽列虎児王／Ūqlāqūrاوقلاقور）
5. カダアン大王（Qada'an,哈丹大王／Qadānقدان）
6. 済南王シンナカル（Šingnaqar,済南王勝納哈児／Shīnglaqarشینگلقر）
7. 済南王エジル（Eǰil,済南王也只里／Ījal-Nūyānیجل نویان）